# Omega oxidación
La omega oxidación (ω-oxidación) es una ruta metabólica del catabolismo de los ácidos grasos, alternativa a la β-oxidación; a diferencia de ésta, en la que se oxida el tercer carbono de la cadena (carbono β), contando a partir del extremo carboxílico (–COOH), en la ω-oxidación se oxida el carbono opuesto, el más alejado del grupo carboxilo (carbono ω). Este proceso es generalmente minoritario y afecta en especial a ácidos grasos de mediana longitud (10-12 átomos de carbono), pero puede ser importante cuando la β-oxidación está alterada.
En vertebrados, los enzimas para la ω-oxidación se localizan en el retículo endoplásmico y en el citosol, especialmente del hígado y los riñones, en vez de en la mitocondria como en el caso de la β-oxidación. Los pasos del proceso se sumarizan en la siguiente tabla:
| Tipo de reacción | Descripción | Reacción | Enzima                   | Lugar                   |
| Hidroxilación    | En el primer paso se incorpora un grupo hidroxilo (–OH) en el carbono ω. El oxígeno del grupo proviene del oxígeno molecular en una compleja reacción en que intervienen el citocromo P450 y el NADPH como dador de electrones |          | oxidasa de función mixta | Retículo endoplasmático |
| Oxidación        | El siguiente paso es la oxidación del grupo hidroxilo a aldehído por el NAD+ |          | alcohol deshidrogenasa   | Citosol                 |
| Oxidación        | El tercer paso es la oxidación del grupo aldehído a un ácido carboxílico por el NAD+. El producto es un ácido graso con un grupo carboxilo en cada extremo (ácido dicarboxílico)                                               |          | aldehído deshidrogenasa  | Citosol                 |

Tras estos tres pasos, cualquiera de los extremos del ácido graso puede unirse al coenzima A para formar un acil-CoA graso que puede sufrir la β-oxidación para producir ácidos de cadena más corta como el ácido succínico (C4), que puede ingresar en el ciclo de Krebs, y el ácido adípico (C6); este proceso tiene lugar principalmente en los peroxisomas.